# Woo Jung-won
Woo Jung-won (en hangul, 우정원; nacida el 27 de agosto de 1983) es una actriz de cine, teatro y televisión surcoreana. Es conocida sobre todo por su papel en la serie Battle for Happiness.

## Carrera
Woo Jung-won se especializó en arte en la universidad Chung-Ang. Durante los años universitarios tuvo la oportunidad de actuar sobre el escenario y ello la llevó a cambiar sus intereses del arte a la actuación. Empezó su carrera en 2008 como actriz de teatro, ámbito en el que ha acumulado una gran experiencia. Fue miembro de la Compañía Nacional de Teatro desde 2015 hasta 2018, y antes de eso, desde 2007, había formado parte de la Compañía Provincial de Teatro de Gyeonggi en el Centro de Artes Gyeonggi, por lo que ya era una actriz muy conocida en el mundillo teatral.
Dio el salto a la televisión en 2014 con un pequeño papel en Big Man, y desde entonces ha aparecido en buen número de producciones, pero casi siempre con pequeños papeles de reparto o como invitada en algún episodio. La propia actriz señaló en 2023 que hasta entonces eran solo cuatro las series donde su presencia es más relevante: When My Love Blooms, Está bien no estar bien, Bajo el paraguas de la reina y Battle for Happiness. De hecho, en esta última serie Woo tuvo su primer papel protagonista: el de Hwang Ji-ye, una común madre trabajadora, que hizo que empezara a ser conocida por el público.
El 30 de junio de 2021 Woo firmó un contrato de representación exclusiva con la agencia Lucky Monster Entertainment.

## Filmografía

### CIne
| Año  | Título              | Hangul             | Papel             | Notas | Ref.        |
| ---- | ------------------- | ------------------ | ----------------- | ----- | ----------- |
| 2021 | Esperando la lluvia | 비와 당신의 이야기 | Profesora         |       | [ 6 ]       |
| 2021 | Count               | 카운트             | Madre de Yoon-woo |       | [ 7 ]       |
| 2023 | A Tour Guide        | 믿을 수 있는 사람  | Cheong-ha         |       | [ 8 ] [ 9 ] |
| 2024 | Veteran 2           | 베테랑 2           | Madre de Chi-hoon |       |             |

### Series de televisión
| Año     | Título                                 | Papel                                 | Canal        | Notas              | Ref.          |
| ------- | -------------------------------------- | ------------------------------------- | ------------ | ------------------ | ------------- |
| 2014    | Big Man                                | Directiva                             | KBS2         |                    |               |
| 2014    | Reset                                  | Policía                               | OCN          |                    |               |
| 2017    | Suspicious Partner                     | Hermana del jefe Yang                 | SBS          |                    |               |
| 2018    | SKY Castle                             | Min Ja-yeong                          | JTBC         | Ep. 20             | [ 10 ] [ 11 ] |
| 2019    | Watcher                                | Park Ji-hyun                          | OCN          |                    | [ 10 ]        |
| 2019    | Cuando la camelia florece              | Young Deok-soon                       | KBS2         | Aparición especial | [ 10 ]        |
| 2019    | Catch the Ghost                        | Mujer del aviador                     | tvN          |                    | [ 10 ]        |
| 2019    | VIP                                    | Song Yi-young                         | SBS          | -                  | [ 10 ]        |
| 2019-20 | Aterrizaje de emergencia en tu corazón | Hyang-i                               | tvN          |                    | [ 12 ] [ 7 ]  |
| 2020    | ¡Hola y adiós, mamá!                   | Hija de Jeong Gwi-soon                | tvN          | Ep. 8              | [ 13 ]        |
| 2020    | When My Love Blooms                    | Yang Hye-jung                         | tvN          |                    | [ 14 ] [ 15 ] |
| 2020    | Está bien no estar bien                | Do Hee-jae                            | tvN          | Ep. 12-14          | [ 16 ] [ 17 ] |
| 2021    | Beyond Evil                            | Lee Su-yeon                           | JTBC         | Ep. 14-15          |               |
| 2021    | Pasillos de hospital                   | Dra. Yeom Se-hee                      | tvN          | 2.ª temp., ep. 1   | [ 18 ]        |
| 2021    | One Ordinary Day                       | Inspectora del Ministerio de Justicia | Coupang Play | Serie web          | [ 19 ] [ 20 ] |
| 2022    | Green Mothers' Club                    | Yun-mi                                | JTBC         | Ep. 3 y 5          | [ 21 ]        |
| 2022    | Minamdang                              | Psiquíatra Jeong Hye-yoon             | KBS2         | Ep. 15-16          | [ 22 ]        |
| 2022    | Alice, the Final Weapon                | Profesora                             | Watcha       | Serie web          | [ 23 ]        |
| 2022    | Today's Webtoon                        | Kim Young-shin, CEO de Youngtoon      | SBS          |                    | [ 6 ]         |
| 2022    | Bajo el paraguas de la reina           | Consorte real Go Gwi-in               | tvN          |                    | [ 24 ] [ 6 ]  |
| 2023    | La historia del viaje de Park Ha-kyung | Profesora de yoga                     | Wavve        | Serie web          |               |
| 2023    | Battle for Happiness                   | Hwang Ji-ye                           | ENA          | Protagonista       | [ 4 ] [ 25 ]  |
| 2023    | Twinkling Watermelon                   | Yoon Sang-ah de adulta                | tvN          | Invitada, ep. 7    |               |
| 2023    | Maestra: Strings of Truth              | Bae Jeong-hwa a los 40 años           | tvN          |                    |               |
| 2023    | El monstruo de la vieja Seúl           | Sim Sun-deok, madre de Tae Sang       | Netflix      | Serie web          | [ 26 ]        |
| 2025    | Amor en el laboratorio                 | Joo Seung-hee                         | tvN          |                    | [ 27 ]        |

## Teatro
| Año  | Título                                | Hangul                      | Papel          | Notas                                                | Ref.          |
| ---- | ------------------------------------- | --------------------------- | -------------- | ---------------------------------------------------- | ------------- |
| 2015 | Nieve en marzo                        | 3월의 눈                    | Turista        | Teatro Nacional, 3-29/3/2015                         |               |
| 2015 | Lee Youngnyeo                         | Youngnyeo Lee               | Imbeomine      | Compañía Nacional de Teatro, 12-31/5/2015            |               |
| 2015 | El huérfano Cho, semilla de venganza  | 조씨고아, 복수의 씨앗       | Princesa       | Teatro de las Artes de Myeongdong, 4-22/11/2015      |               |
| 2016 | Historia de invierno                  | 겨울이야기                  | Hermione       | Teatro Nacional, 10-24/1/2016                        |               |
| 2016 | Tengo un poco de sopa                 | 국물 있사옵니다             | Seong Ami      | Compañía Nacional de Teatro, 6-24/4/2016             |               |
| 2016 | Padre                                 | 아버지                      | Mujer          | Teatro de las Artes de Myeongdong, 13/7-15/8/2016    |               |
| 2017 | El huérfano Cho, semilla de venganzaa | 조씨고아, 복수의 씨앗       | Princesa       | Teatro de las Artes de Myeongdong, 18/1-12/2/2017    |               |
| 2017 | Familia                               | 가족                        |                | Teatro de las Artes de Myeongdong, 21/4-14/5/2017    |               |
| 2017 | La gata sobre el tejado de zinc       | 뜨거운 양철지붕 위의 고양이 | Maggie         | Centro de Arte de Seúl Teatro Towol, 18/10-5/11/2017 | [ 28 ] [ 29 ] |
| 2018 | El huérfano Cho, semilla de venganza  | 조씨고아, 복수의 씨앗       | Princesa       | Teatro de las Artes de Myeongdong, 4/9-1/10/2018     |               |
| 2018 | Casa de muñecas                       | 인형의 집                   | Kristine Linde | Centro de Arte de Seúl Teatro Towol, 6-25/11/2018    | [ 30 ]        |
| 2019 | Traición                              | 배신                        | Emma           | Centro Zoom Art Seúl                                 | [ 31 ]        |
| 2021 | El huérfano Cho, semilla de venganza  | 조씨고아, 복수의 씨앗       | Princesa       | Teatro de las Artes de Myeongdong, 9/4-9/5/2021      |               |
| 2021 | Vestidor                              | 분장실                      | C / Nina       | Teatro Jayu (Daehakro), 7/8/-12/9/2021               | [ 32 ]        |
| 2023 | El huérfano Cho, semilla de venganza  | 조씨고아, 복수의 씨앗       | Princesa       | Teatro de las Artes de Myeongdong, 12/2023           | [ 33 ] [ 34 ] |